# Feiks Jenő

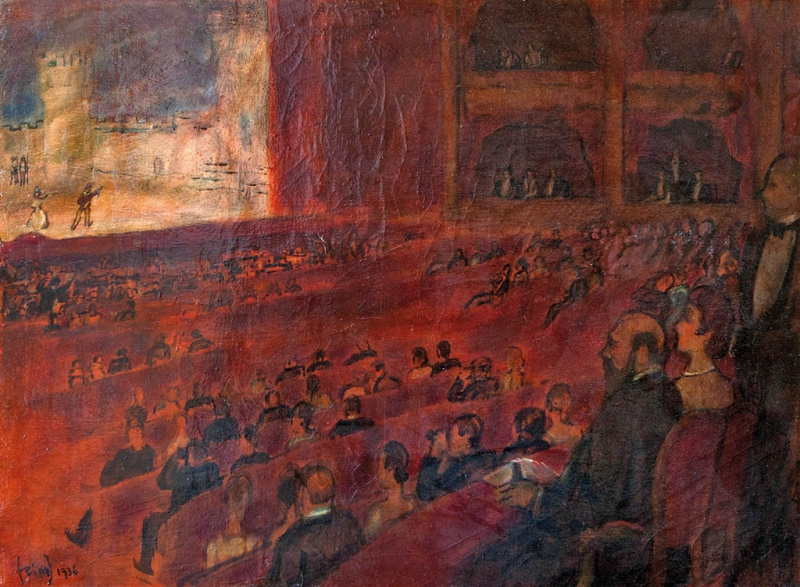
Feiks Jenő: Színházban

Feiks Jenő, Feiks Jenő Pál Zoltán (Kaposvár, 1878. május 17. – Budapest, 1939. szeptember 25.) magyar festő, rajzoló, illusztrátor, karikaturista. Molnár Ferenc író barátja volt, róla mintázták Nemecsek Ernőt.

## Életpályája
Feiks Sámuel és Tiller Ida fia. Párizsban, majd Münchenben Hollósy Simonnál tanult. Eleinte humoros rajzai jelentek meg élclapokban (Fliegende Blätter stb.). Impresszionista olajképeket is festett.
Testvérével, Feiks Alfréddal együtt az 1900-as évek elejétől állított ki Budapesten különböző kiállítóhelyeken. A társasági élet nagy szerelmese volt. Bajor Giziről több nagyméretű portrét is festett.
Több külföldi társaság, így a berlini Sezession, a Deutscher Künstlerbund és a párizsi Salon d’Automne is a tagjai közé választotta. Négy időszaki kiállítása volt a budapesti Ernst Múzeumban. 1926-ban szabadiskolát nyitott Budapesten; tanárai közé tartoztak Kernstok Károly, Rippl-Rónai József és Vedres Márk.
1903. október 20-án Budapesten feleségül vette Magaziner Anna Máriát, akitől 1915-ben elvált. 1917. június 10-én Budapesten, a Ferencvárosban házasságot kötött Lánczy Margit (szülei halála után: Prégler Margit Mária Ilona) színésznővel, akitől 1934-ben elvált.

## Művei
- Biliárdterem (1910)
- Díjlovaglás
- Jégpálya
- Lánczy Margit act